# Evoluzione in mappe della seconda guerra mondiale
Questa voce rappresenta gli sviluppi territoriali avvenuti durante la Seconda guerra mondiale attraverso una mappa rappresentante il globo e i vari mutamenti territoriali.

## 1939

### Settembre
La situazione precedente all'inizio delle ostilità, dove la Germania aveva rimilitarizzato la Renania,aveva annesso l'Austria tramite l'Anschluss, annesso Territorio di Memel,  e grazie agli Accordi di Monaco aveva occupato dapprima i Sudeti e poi violando gli accordi presi, il resto della Cecoslovacchia, annettendo la Boemia e la Moravia come un protettorato all'interno del reich (Protettorato di Boemia e Moravia) e istituendo uno stato fantoccio in Slovacchia, mentre ad oriente, con la Seconda guerra sino-giapponese, iniziata nel 1937, il Giappone aveva occupato parte della Cina.

### Dicembre
La Germania e l'Unione Sovietica invadono la Polonia rispettivamente il 1° ed il 17 settembre 1939.

## 1940

### Maggio
La Germania invade Norvegia, Danimarca, Lussemburgo, Belgio e Paesi Bassi ed attacca la Francia.

### Dicembre
Dopo l'entrata in guerra dell'Italia, il conflitto si estende all'Africa settentrionale e orientale. Gli Italiani conquistano la Somalia britannica. A giugno la Francia capitola, la Germania occupa il nord e le regioni atlantiche mentre al Governo di Vichy rimangono il sud assieme alle colonie africane ai territori siriaci e all'Indocina francese. Non tutto l'impero coloniale però rimane sotto il controllo di Vichy, in agosto le forze della Francia libera prendono controllo di parte dell'Africa equatoriale francese. In Ottobre l'Italia attacca la Grecia.

## 1941

### Marzo
Bulgaria, Romania e Ungheria si aggregano alle Potenze dell'Asse. La Grecia, prima invasa dall'Italia, invade l'Albania. Il Giappone occupa l'Indocina francese. Il contrattacco inglese in Africa Orientale Italiana prosegue.

### Aprile
La Germania invade la Jugoslavia (a seguito di un colpo di stato pro-britannico) e soccorre l'Italia, la cui offensiva in Grecia viene respinta. L'Iraq a seguito di un colpo di stato si unisce all'Asse, ma viene subito invaso dagli inglesi. Forze britanniche insieme a forze della Francia libera iniziano l'invasione della Siria.

### Luglio
La Germania attacca i Sovietici. L'Africa Orientale Italiana si arrende ai britannici.

### Dicembre
I Tedeschi arrivano alle porte di Mosca. Il Giappone entra in guerra e conquista le Filippine, attacca Pearl Harbor (base statunitense nelle Hawaii). L'operazione Crusader si conclude in una vittoria Alleata. Tra agosto e settembre forze britanniche e sovietiche occupano l'Iran.

## 1942

### Giugno
In Nord Africa l'offensiva Italo-tedesca si ferma davanti Alessandria d'Egitto. L'espansione giapponese nel Pacifico viene arrestata e l'impero raggiunge la sua massima estensione territoriale. Le sorti della guerra cominciano a capovolgersi.

### Novembre
Gli italiani e i tedeschi vengono sconfitti ad El Alamein e perdono la Libia. Gli statunitensi sbarcano in Marocco e Algeria. Sul fronte orientale inizia la Battaglia di Stalingrado

### Dicembre
La Sesta Armata Tedesca viene accerchiata a Stalingrado e costretta alla resa. Gli Alleati occupano il Nordafrica, ad eccezione della Tunisia.

## 1943

### Luglio
Le forze dell'Asse in Nord Africa vengono costrette alla resa. Gli alleati sbarcano in Sicilia. Il 25 luglio Benito Mussolini viene destituito. Viene nominato capo del governo è il Maresciallo Pietro Badoglio.
Intanto, i tedeschi e gli italiani sopprimono la Francia di Vichy, occupandola.

### Dicembre
Gli Alleati occupano l'Italia meridionale. I tedeschi arretrano sul fronte orientale.

## 1944

### Giugno
Gli Alleati continuano l'avanzata in Italia e si arrestano sulla Linea Gotica, il 6 giugno sbarcano in Normandia.

### Agosto
Gli Alleati occupano il nord della Francia e sbarcano nel sud della Francia. La Romania abbandona l'Asse. I Giapponesi perdono la Nuova Guinea.

### Dicembre
Gli Alleati occupano l'intera Francia. L'Armata Rossa occupa i Balcani.

## 1945

### Maggio
L'8 maggio la Germania si arrende. Finisce il conflitto in Europa.

### Agosto
L'Unione Sovietica dichiara guerra al Giappone e invade la Manciuria. Gli statunitensi continuano l'offensiva per occupare i vari arcipelaghi del Pacifico. E Il 6 ed il 9 agosto vengono bombardate le rispettivamente città di Hiroshima e di Nagasaki

### Settembre
Il 2 settembre il Giappone si arrende. Fine della guerra.